# Kyrkeby och Nereby
Kyrkeby och Nereby är en bebyggelse  i Kungälvs kommun i Västra Götalands län. Före 2015 avgränsade SCB en småort för bebyggelsen främst väste om denna bebyggelse och namnsatte den till Nereby och Sjöhed. Vid indelningen avgränsades istället en tätort för denna bebyggelse den västerut och även norr ut, vilken gavs namnet Kyrkeby och Nereby.

## Befolkningsutveckling
| Befolkningsutvecklingen i Kyrkeby och Nereby 2015–2020 | Befolkningsutvecklingen i Kyrkeby och Nereby 2015–2020 | Befolkningsutvecklingen i Kyrkeby och Nereby 2015–2020 | Befolkningsutvecklingen i Kyrkeby och Nereby 2015–2020 | Befolkningsutvecklingen i Kyrkeby och Nereby 2015–2020 |
| --- | ------------------------------------------------------ | ------------------------------------------------------ | ------------------------------------------------------ | ------------------------------------------------------ |
| |                                                        |                                                        |                                                        |                                                        |
| År |                                                        |                                                        | Folkmängd                                              | Areal (ha)                                             |
| 2015 | 2015                                                   |                                                        | 260                                                    | 90                                                     |
| 2020 | 2020                                                   |                                                        | 365                                                    | 128                                                    |
| Anm.: Ny tätort 2015, var tidigare till del småorten Nereby och Sjöhed som 2010 hade 134 invånare på 34 hektar. 2020 uppgick Prillan, Kungälvs kommun i tätorten |                                                        |                                                        |                                                        |                                                        |